# Еци, пеци, пец
„Еци, пец, пец” је југословенски кратки филм из 1961 године. Режирао га је Душан Макавејев а сценарио су написали Мића Хаџић и Душан Макавејев.

## Улоге
| Глумац       | Улога |
| ------------ | ----- |
| Мија Алексић |       |